# Gérard Delfau
Pour les articles homonymes, voir Delfau.
Gérard Delfau, né le 21 octobre 1937 à Saint-Jean-de-Fos, est un homme politique français, sénateur de l'Hérault.

## Biographie
Il est agrégé de Lettres classiques, ancien maître de conférences, Université Paris VII - Diderot, spécialisé sur les rapports de l'Histoire et de la littérature, ref. Gérard Delfau, Anne Roche, Histoire Littérature. Il est maire de Saint-André-de-Sangonis de 1977 à 2008) et sénateur (1980-2008).
Il est membre des loges Fidélité et Travail (Montpellier) et République (Paris), affiliées au Grand Orient de France.
Auteur de nombreux ouvrages et articles sur la Laïcité. Depuis 2015, fondateur et directeur de la collection Débats laïques aux éditions L'Harmattan.

## Mandats
- 1977-2008 : maire de Saint-André-de-Sangonis
- 1980-2008 : sénateur de l'Hérault, membre du groupe socialiste, puis du RDSE (Rassemblement démocratique et social européen). Il consacre son mandat parlementaire à œuvrer dans les domaines de l'aménagement du territoire, des services publics (La Poste, notamment), de l'emploi et de la laïcité.
- premier fédéral de l’Hérault du Parti socialiste (1979-1980).
- 2004-2008 : vice-président du Parti radical de gauche.

## Ouvrages
- Le retour du citoyen - démocratie et territoires en 1994.
- Droit au travail - Manifeste pour une nouvelle politique en 1997.
- La Poste un service public en danger - constat et propositions en 1999.
- La Gauche : Horizon 2007 en 2003.
- La laïcité : ciment de notre République, valeur universelle, actes du colloque du 18 décembre 2003 au Sénat à Paris, paru en 2004.
- Du principe de laïcité : Un combat pour la République en 2005.
- Éloge de la laïcité en mars 2012.
- Vivre et faire vivre la laïcité, avec Abdennour Bidar, en 2015.
- La Laïcité, défi du XXIe siècle, 2015.
- L'invention de la Liberté de conscience ou l'entrée dans la modernité, 2017.